# Adenia cynanchifolia
Adenia cynanchifolia là một loài thực vật có hoa trong họ Lạc tiên. Loài này được (Benth.) Harms mô tả khoa học đầu tiên năm 1897.